# Exelberg
Exelberg är en kulle i Österrike.   Den ligger i distriktet Tulln och förbundslandet Niederösterreich, i den östra delen av landet, 10 km väster om huvudstaden Wien. Toppen på Exelberg är 516 meter över havet, eller 54 meter över den omgivande terrängen. Bredden vid basen är 3,2 km.
Terrängen runt Exelberg är huvudsakligen kuperad, men västerut är den platt. Runt Exelberg är det mycket tätbefolkat, med 3 134 invånare per kvadratkilometer.. Närmaste större samhälle är Wien, 10,3 km öster om Exelberg. 
I omgivningarna runt Exelberg växer i huvudsak blandskog.